# Velarifictorus koshunensis
Velarifictorus koshunensis is een rechtvleugelig insect uit de familie krekels (Gryllidae). De wetenschappelijke naam van deze soort is voor het eerst geldig gepubliceerd in 1911 door Shiraki.